# Acord místic

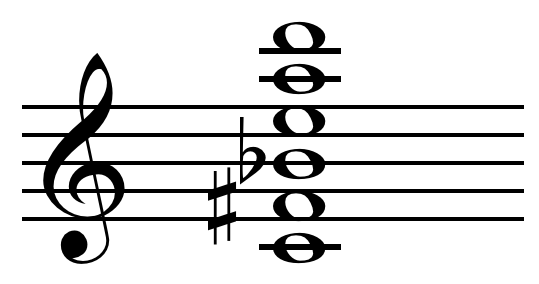
L'

L'acord místic és un acord de sis quartes superposades que va ser creat per Aleksandr Skriabin, i que va preparar l'atonalitat.
En harmonia moderna, es consideraria un acord de dominant amb setena, novena, onzena sostinguda i tretzena, que és d'ús relativament freqüent en el jazz contemporani.